# Triaspis kurtogaster
Triaspis kurtogaster är en stekelart som beskrevs av Martin 1956. Triaspis kurtogaster ingår i släktet Triaspis och familjen bracksteklar. Inga underarter finns listade i Catalogue of Life.